# Nathanael West
Nathanael West, pseudonimo di Nathan Weinstein (New York, 17 ottobre 1903 – El Centro, 22 dicembre 1940), è stato uno scrittore statunitense.
La sua notorietà, limitata e controversa al momento della sua morte, avvenuta in un incidente d'auto, è andata progressivamente crescendo negli anni successivi.

## Biografia
Nato Nathan Weinstein, era il primo figlio di una famiglia aschenazita originaria di Kaunas, oggi in Lituania; crebbe in un sobborgo ebreo benestante nella Upper West Side.
Nathanael non aveva grandi ambizioni scolastiche e ebbe un percorso accademico piuttosto controverso, frequentando il Tafts College e la Brown University. Tuttavia, a discapito dello scarso impegno profuso, negli anni della Brown University lesse molto, preferendo al realismo americano contemporaneo i surrealisti francesi e i poeti britannici e irlandesi degli anni '90, in particolare Oscar Wilde. Gli interessi di West si concentravano su uno stile letterario insolito e contenuti insoliti. Si interessò al cristianesimo e al misticismo, sia nel senso che l'ha sperimentato personalmente che espresso attraverso la letteratura e l'arte.
Dopo un soggiorno a Parigi, fra il 1924 e il 1926, ritornò negli Stati Uniti dedicandosi a diverse attività (da vicedirettore di albergo a sceneggiatore a Hollywood). Nel 1931 pubblicò privatamente il primo dei suoi quattro libri: La vita in sogno di Balso Snell (The dream life of Balso Snell), sorta di fantasia surrealista incentrata sulle «avventure scatologiche» di Balso Snell, che si spinge nelle viscere del cavallo di Troia, compiendo a rovescio, e in negativo, il viaggio iniziatico della grande letteratura. Praticamente ignorato quando uscì, il libro presentava già i caratteri distintivi della futura produzione di West: una straordinaria capacità fantastica e uno stile che presenta molte analogie, per immediatezza e spregio delle regole logico-temporali, con quello dei fumetti.
Il libro successivo, Signorina Cuorinfranti (Miss Lonelyhearts, 1933), è una specie di «romanzo a fumetti», dove il protagonista, redattore di una rubrica di «posta del cuore», si scontra con una realtà disumana e immodificabile. La critica al "sogno americano", trasformatosi in incubo grottesco, è ancora più esplicita in Un milione tondo tondo (A cool million, 1934), racconto delle vicende tragicomiche d'un giovane provinciale che diviene eroe e martire di un ipotetico movimento fascista indigeno.
Nell'ultimo romanzo, Il giorno della locusta (The day of the locust, 1939), nato dall'esperienza hollywoodiana, West assume il crudele e fantasmagorico mondo del cinema a microcosmo dell'intera società statunitense, percorsa da continui fremiti di violenza e contagiata da un'insanabile avidità. È tra le prime, potenti analisi romanzesche della civiltà dei media.

## Opere
- Euripides (1923, teatro)
- Through the Hole in the Mundane Millstone (1931, racconto)
  - trad. di Cecilia Martini, Attraverso lo sterco, in La vita in sogno di Balso Snell e altri scritti inediti, a cura di Sergio Calderale, postfazione di Mauricio Dupuis, Roma: Robin, 2010 ISBN 978-88-7371-561-0
- The Dream Life of Balso Snell (1931, romanzo)
  - trad. di Annalisa Goldoni, La vita in sogno di Balso Snell, introduzione di Francesco Binni, Bari: De Donato, 1973
  - trad. di Cecilia Martini, La vita in sogno di Balso Snell e altri scritti inediti, cit.
- Some Notes on Violence (1932, racconto)
- Some Notes on Miss L. (1933, racconto)
- Business Deal (1933, racconto)
  - trad. di Cecilia Martini, Una questione di affari, in La vita in sogno di Balso Snell e altri scritti inediti, cit.
- Miss Lonelyhearts (1933, romanzo)
  - trad. di Bruno Maffi, Signorina cuori-infranti, Milano: Bompiani, 1948; 1974
  - trad. e postfazione di Riccardo Duranti, Signorina Cuorinfranti, presentazione di Goffredo Fofi, Roma: e/o, 1988 ISBN 88-7641-065-1; 1996 ISBN 88-7641-298-0
- Three Eskimos (1933, frammento di racconto)
  - trad. di Cecilia Martini, Tre eschimesi, in La vita in sogno di Balso Snell e altri scritti inediti, cit.
- Burn the Cities (1933, racconto pubblicato per intero solo nel 1970)
  - trad. di Cecilia Martini, Bruciate le città, in La vita in sogno di Balso Snell e altri scritti inediti, cit.
- Advice to the Lovelorn (1933, sceneggiatura di Leonard Praskins dal romanzo Miss Lonelyhearts)
- Soft Soap for the Barber (1934, racconto)
- Even Stephen (1934, teatro, scritto con S.J. [Sidney Joseph] Perelman)
- A Cool Million or The Dismantling of Lemuel Pitkin (1934, romanzo)
  - trad. di Annalisa Goldoni, Un milione tondo, in La vita in sogno di Balso Snell, cit.
  - trad. di Floriana Bossi, Un milione tondo tondo, ovvero La demolizione di Lemuel Pitkin, Torino: Einaudi, 1995 ISBN 88-06-13718-2
- The Imposter (racconto postumo, risalente alla prima metà degli anni 1930)
  - trad. di Cecilia Martini, L'impostore, in La vita in sogno di Balso Snell e altri scritti inediti, cit.
- Western Union Boy (racconto postumo, risalente alla prima metà degli anni 1930)
  - trad. di Cecilia Martini, Il ragazzo della Western Union, in La vita in sogno di Balso Snell e altri scritti inediti, cit.
- Mr. Potts of Pottstown (racconto postumo, risalente alla prima metà degli anni 1930)
  - trad. di Cecilia Martini, Il signor Potts di Pottstown, in La vita in sogno di Balso Snell e altri scritti inediti, cit.
- The Adventurer (racconto postumo, risalente alla prima metà degli anni 1930)
  - trad. di Cecilia Martini, L'avventuriero, in La vita in sogno di Balso Snell e altri scritti inediti, cit.
- Proposal to the Guggenheim Foundation (autunno 1934, proposta)
  - trad. di Cecilia Martini, Richiesta della Guggenheim Fellowship, in La vita in sogno di Balso Snell e altri scritti inediti, cit.
- Tibetan Night (racconto postumo scritto dopo il 1934)
  - trad. di Cecilia Martini, Notte tibetana, in La vita in sogno di Balso Snell e altri scritti inediti, cit.
- Ticket to Paradise (1936, sceneggiatura, scritta con Ray Harris e Jack Natteford da un soggetto di David Silverstein)
- Follow Your Heart (1936, sceneggiatura, scritta con Lester Cole, Samuel Ornitz e Olive Cooper da un soggetto di Dana Burnet)
- The President's Mystery (1936, sceneggiatura, scritta con Lester Cole, da un'idea di Franklin Delano Roosevelt rielaborata in soggetto da Samuel Hopkins Adams, John Erskine, Rupert Hughes, Fulton Oursler, S. S. Van Dine e Rita Weiman)
- Rhythm in the Clouds (1937, sceneggiatura, scritta con Olive Cooper da un soggetto di Ray Bond e George Mence)
- It Could Happen to You (1937, sceneggiatura, scritta con Samuel Ornitz)
- Good Hunting (1938, commedia in tre atti, scritta con Joseph Schrank)
- Born to Be Wild (1938, sceneggiatura)
- Gangs of New York (1938, collaborazione non firmata alla sceneggiatura di Samuel Fuller, Charles F. Royal, Wellyn Totman e Jack Townley, da un libro di Herbert Asbury)
- Before the Fact (1939, sceneggiatura, scritta con Boris Ingster)
- Five Came Back (1939, sceneggiatura, scritta con Jerome Cady e Dalton Trumbo, da un soggetto di Richard Carroll)
- The Day of the Locust (1939, romanzo)
  - trad. di Carlo Fruttero, Il giorno della locusta, Torino: Einaudi, 1952; Milano: Mondadori, 1960; Torino: Einaudi, 1973 ISBN 88-06-38331-0; 1994 (con un saggio di W. H. Auden e un'appendice bio-bibliografica a cura di Marisa Caramella) ISBN 88-06-13547-3
  - trad. di L.Crescenzi e S.Pezzani, Mattioli 1885, Fidenza 2016 ISBN 978-88-6261-255-5
- I Stole a Million (1939, sceneggiatura, scritta con Lester Cole)
- The Spirit of Culver (1939, sceneggiatura, scritta con Whitney Bolton da un soggetto di Tom Buckingham, George Green e Clarence Marks)
- A Cool Million (1940, sceneggiatura, scritta con Boris Ingster)
- Stranger on the Third Floor (1940, collaborazione non firmata alla sceneggiatura di Frank Partos)
- Men Against the Sky (1940, sceneggiatura da un soggetto di John Twist)
- Let's Make Music (1940, sceneggiatura)
- Untitled Outline (1940, frammenti di un romanzo inconcluso)

## Filmografia
- Lo sconosciuto del terzo piano (Stranger on the Third Floor), regia di Boris Ingster - sceneggiatura (1940)
- Il giorno della locusta (The Day of the Locust), regia di John Schlesinger (1975)